# Mosonmagyaróvár
Mosonmagyaróvár (niem. Wieselburg-Ungarisch Altenburg) – miasto w północno-zachodnich Węgrzech, w pobliżu granicy ze Słowacją i Austrią, w komitacie (okręgu) Győr-Moson-Sopron. Stanowi ośrodek administracyjny powiatu Mosonmagyaróvár. Leży przy ujściu rzeki Litawy do Dunaju. W roku 2011 miasto liczyło 32 493 mieszkańców.
W mieście znajduje się stacja kolejowa Mosonmagyaróvár.
W mieście rozwinął się przemysł elektromaszynowy, chemiczny, włókienniczy, odzieżowy, drzewny oraz spożywczy

## Historia
W przeszłości na dzisiejsze miasto składały się 2 mniejsze: Magyaróvár (niem. Ungarisch-Altenburg) i Moson (niem. Wieselburg). W średniowieczu siedzibę księstwa Moson wchodzącego w skład Królestwa Węgier przeniesiono z Moson do Magyaróvár. W 1060 doszło do bitwy pod Mosony pomiędzy wojskami pretendenta do tronu węgierskiego Beli I i wspierającego go wojskami księcia polskiego Bolesława II Szczodrego a jego starszym bratem, królem węgierskim Andrzejem I i posiłkującymi go oddziałami cesarskimi. Oba miasteczka połączono w roku 1939.
Podczas powstania węgierskiego w 1956 w mieście doszło do masakry ludności cywilnej.

## Osoby związane z miastem
Po zakończeniu I wojny światowej (w 1921 roku) oraz po utracie majątku w Austrii i na Śląsku Cieszyńskim w Mosonmagyaróvárze osiedliła się ostatnia cieszyńska para książęca - arcyksiążę Fryderyk Habsburg oraz jego małżonka, arcyksiężna Izabela von Croy-Dulmen z dziećmi. Arcyksiężna Izabela zmarła w 1931 roku, a Fryderyk 30 grudnia 1936 r. Oboje zostali pochowani w podarowanej im, rodowej krypcie kościoła parafialnego pw. św. Gerharda w Mosonmagyaróvárze.

## Zabytki
- Zamek Mosonmagyaróvár w kształcie czworoboku z narożnymi wieżami, w tym miejscu w starożytności znajdował się rzymski obóz wojskowy o nazwie Ad Flexum
- Kościół parafialny z XVIII wieku
- Kamienice mieszczńskie z XVIII wieku
- Hotel „Pod czarnym orłem” z XVIII wieku
- Ratusz z XIX wieku

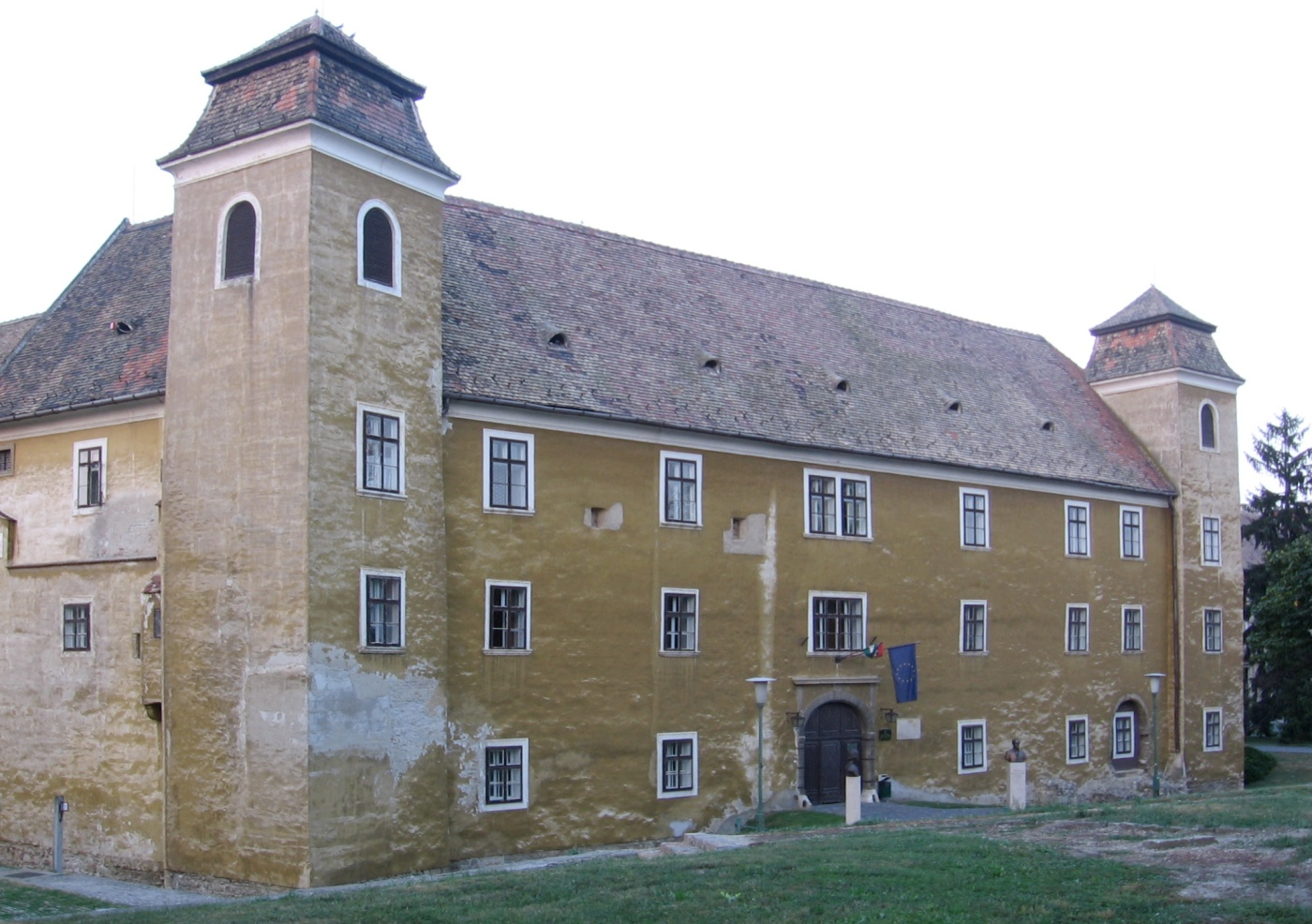
zamek w Mosonmagyaróvárze
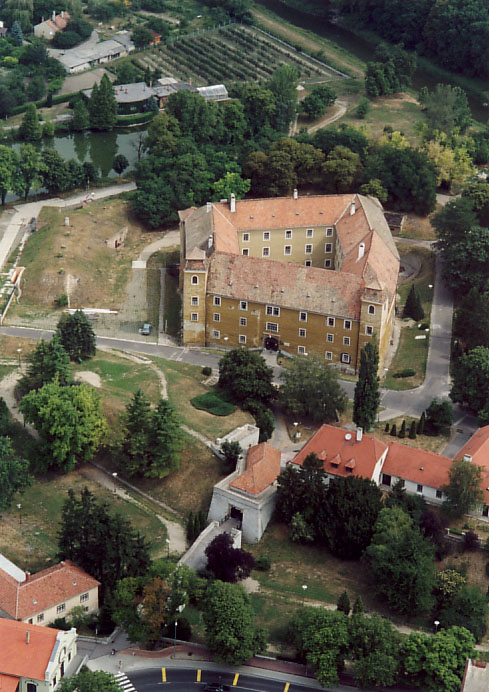
zamek – widok z lotu ptaka

## Muzea
- Muzeum regionalne, pierwsze na Węgrzech

## Uczelnie
- Akademia Rolnicza, najstarsza na Węgrzech i pierwsza w Europie założona w 1818 roku

## Miasta partnerskie
- Pezinok, Słowacja
- Senec, Słowacja
- Hattersheim am Main, Niemcy
- Stockerau, Austria
- Arese, Włochy
- Hadsten, Dania
- Piotrków Trybunalski, Polska
- Neusiedl am See, Austria
- Nova Gorica, Słowenia